# ペレート
ペレート（イタリア語: Pereto）は、イタリア共和国アブルッツォ州ラクイラ県にある、人口約700人の基礎自治体（コムーネ）。

## 地理

### 位置・広がり

#### 隣接コムーネ
隣接するコムーネは以下の通り。
- カッパドーチャ
- カルソーリ
- オリーコラ
- ロッカ・ディ・ボッテ
- タリアコッツォ